# Republika Noli
Republika Noli (talijanski Repubblica di Noli, ligurski repubbrica de Nöi ) je bila srednjovjekovna država na obali Ligurskog mora. Postojala je od 1192. do 1797. godine. Bila je jedna od manjih talijanskih Pomorskih republika. Obuhvaćala je komunu Noli te nekoliko obližnjih posjeda, među ostalima komune Spotorno, Orco Feglino, Mallare, Vado Ligure i otočić Bergeggi.
Glavni je grad bio Noli. Jezici kojima se govorilo bili su ligurski i latinski. Po obliku vladavine bila je oligarška republika. Organi vlasti bili su podestat (Podestà), Vijeće konzula (Consiglio dei Consoli) i Vijeće glava kuće (Consiglio dei Capi di casa). Svetac zaštitnik bio je sveti Eugen. Plaćalo se genovskom valutom. Glavne gospodarske grane bile su trgovina, ribarstvo i maslinarstvo, proizvodnja stakla i ratnih brodova. Na glasu je bila po dobrom gospodarenju. Pisac Giuseppe Baretti pohvalnim je riječima opisao politiku Republike Noli u putopisu Viaggio da Londra a Genova iz 1770. Većinska i državna vjera bila je rimokatolička. Vjerska manjina bilo je pravoslavno kršćanstvo. Društveni slojevi bili su patriciji, građani i obični puk. U 18. stoljeću imala je 1534 stanovnika, od čega je 1050 stanovnika bilo u gradu, a ostalo u dva planinska gradića, Tosse 184 i Vozeu 300. Prostirala se na 4 km duž obale od rta Noli do rta Vescovado, 1,5 km dubine prema planinama.
Na zapadu je graničila s Markizatom Finaleom. Na torre delle streghe (vještičjem tornju) koji i danas postoji stoji graničarevo tijelo. Na sjeveroistoku graničila je sa zaštitnicom Republikom Genovom.
Republika je nastala 7. kolovoza 1192. godine dekretom svetog rimskog cara i kralja Sicilije Henrika VI. Hohenstaufena Švapskog izdanog u crkvi sv. Paragorija u Noliju. Tim je činom odvojena od Markizata Finalea kojim je vladala obitelj Del Carretto. Kroz povijest imala je Noli probleme s agresivnim susjedima komunom Savonom i markizatom Finaleom. Gvelfski Noli je radi obrane ušao 1202. u savez s Republikom Genovom. Odnos je bio vrsta protektorata. Iz dokumenata se dade izvući zaključak da je odnos bio al pari, a ne submisivan.
Prestala je postojati 2. prosinca 1797. godine, kad je pripojena Ligurskoj Republici tijekom Napoleonovog pohoda na Italiju.
Republiku se pokušalo obnoviti 1814. godine. Obnovljena republika bila je vrlo kratka vijeka. Pripojena je Kraljevini Sardiniji iste godine.